# بوني ماك الفين-هانتر
بوني ماك الفين-هانتر (بالإنجليزية: Bonnie McElveen-Hunter)‏ (و. 1950 – م)هي دبلوماسية، ورائدة أعمال، ونجمة اجتماعية من الولايات المتحدة الأمريكية .